# すみれが丘
すみれが丘（すみれがおか）は、神奈川県横浜市都筑区の地名。「丁目」の設定のない単独町名である。住居表示未実施区域。

## 地理
都筑区の北部に位置し、東に北山田、南と西に牛久保、北に川崎市宮前区有馬と接している。港北ニュータウンの開発区域ではなく既開発区域とされている。

### 地価
住宅地の地価は、2024年（令和6年）7月1日の神奈川県地価調査によれば、すみれが丘17番32の地点で28万6000円/m²となっている。

## 歴史

### 沿革
- 1972年（昭和47年）1月26日 - 土地区画整理事業（北山田第一）[8]に伴い、北山田町、牛久保町の各一部を分離し、すみれが丘を新設[9]。横浜市港北区すみれが丘となる。
- 1990年（平成2年）7月9日 - 住居表示実施[10]に伴い、牛久保町、北山田町の各一部をすみれが丘に編入。すみれが丘の一部を牛久保二丁目へ編入[10][9]。
- 1991年（平成3年）11月11日 - 住居表示実施[11]に伴い、牛久保町の一部をすみれが丘に編入[11][12]。
- 1992年（平成4年）10月19日 - 住居表示実施[13]に伴い、すみれが丘の一部が牛久保一丁目へ編入。
- 1994年（平成6年）11月6日 - 行政区再編成に伴い、都筑区を新設[14]。横浜市都筑区すみれが丘となる。
- 1995年（平成7年）10月16日 - 住居表示実施[15]に伴い、北山田町の一部をすみれが丘に編入。すみれが丘の一部を北山田五丁目へ編入[15][16]。

## 世帯数と人口
2025年（令和7年）6月30日現在（横浜市発表）の世帯数と人口は以下の通りである。
| 町丁       | 世帯数    | 人口    |
| ---------- | --------- | ------- |
| すみれが丘 | 1,904世帯 | 4,268人 |

### 人口の変遷
国勢調査による人口の推移。
| 年                 | 人口  |
| ------------------ | ----- |
| 1995年（平成7年）  | 4,047 |
| 2000年（平成12年） | 3,921 |
| 2005年（平成17年） | 4,323 |
| 2010年（平成22年） | 4,329 |
| 2015年（平成27年） | 4,383 |
| 2020年（令和2年）  | 4,419 |

### 世帯数の変遷
国勢調査による世帯数の推移。
| 年                 | 世帯数 |
| ------------------ | ------ |
| 1995年（平成7年）  | 1,411  |
| 2000年（平成12年） | 1,460  |
| 2005年（平成17年） | 1,649  |
| 2010年（平成22年） | 1,666  |
| 2015年（平成27年） | 1,726  |
| 2020年（令和2年）  | 1,764  |

## 学区
市立小・中学校に通う場合、学区は以下の通りとなる（2023年4月時点）。
| 番・番地等 | 小学校                   | 中学校               |
| ---------- | ------------------------ | -------------------- |
| 全域       | 横浜市立すみれが丘小学校 | 横浜市立中川西中学校 |

## 事業所
2021年（令和3年）現在の経済センサス調査による事業所数と従業員数は以下の通りである。
| 町丁       | 事業所数 | 従業員数 |
| ---------- | -------- | -------- |
| すみれが丘 | 85事業所 | 512人    |

### 事業者数の変遷
経済センサスによる事業所数の推移。
| 年                 | 事業者数 |
| ------------------ | -------- |
| 2016年（平成28年） | 61       |
| 2021年（令和3年）  | 85       |

### 従業員数の変遷
経済センサスによる従業員数の推移。
| 年                 | 従業員数 |
| ------------------ | -------- |
| 2016年（平成28年） | 304      |
| 2021年（令和3年）  | 512      |

## 施設
- 横浜市立すみれが丘小学校
- 横浜すみれが丘郵便局[26]

## その他

### 日本郵便
- 郵便番号 : 224-0013[3]（集配局：都筑郵便局[27]）

### 警察
町内の警察の管轄区域は以下の通りである。
| 番・番地等 | 警察署     | 交番・駐在所 |
| ---------- | ---------- | ------------ |
| 全域       | 都筑警察署 | 中川駅前交番 |